# Sea Skua
Die Sea Skua (engl. für Raubmöwe) ist eine leichte Anti-Schiff-Lenkwaffe mit kurzer Reichweite aus britischer Produktion. Das System dient primär zur Bekämpfung von kleinen Überwasserschiffen.

## Beschreibung
Die Sea Skua wurde im Auftrag der Royal Navy als Ersatz für die sich im Einsatz befindende AS.12 entwickelt. Die Entwicklung unter der Bezeichnung CL.834 bei British Aircraft Corporation (ab 1977 British Aerospace, heute MBDA) begann im Jahr 1972. Die ersten Lenkwaffen wurden 1982 ausgeliefert.
Eingesetzt wird die Sea Skua primär von Hubschraubern aus, wobei die Sea Skua auf kein bestimmtes Hubschraubermodell angewiesen ist. Sie kann beispielsweise vom Westland-Lynx- oder Sea-King-Hubschrauber starten.
Nach dem Abwurf vom Hubschrauber folgt zunächst eine kurze antriebslose Startphase. Erst in sicherem Abstand zum Hubschrauber zündet der Raketenmotor. Dieser beschleunigt die Lenkwaffe auf eine Geschwindigkeit von rund Mach 0,8 (ca. 1000 km/h), und die Lenkwaffe sinkt in einem steilen Winkel auf die Marschflughöhe von 2 bis 5 m (je nach Seegang) hinunter. Mittels der Trägheitsnavigationsplattform und des AHV-7-Radarhöhenmessers bleibt die Lenkwaffe auf Kurs zum Ziel. Für die letzten 1 bis 2 km bis zum Ziel benötigt die Lenkwaffe eine Radar-Zielbeleuchtung. Diese basiert auf dem Prinzip der halb-aktiven Radarzielsuche. Zu diesem Zweck verwendet der Hubschrauber ein Zielbeleuchtungsradar. Hierbei besitzt die Sea Skua nur einen Signalempfänger, der selbst keine Radarsignale aussendet, sondern solche nur empfangen kann. Dies setzt voraus, dass das Bordradar für den Zielanflug der Lenkwaffe ununterbrochen Radarsignale in Richtung des Zieles aussendet. Der Suchkopf der Sea Skua nutzt die reflektierte Radarenergie, um das Ziel zu finden. Die Rakete schlägt im Ziel auf Wellenhöhe im Schiffsrumpf ein. Im optimalen Fall durchschlägt die Lenkwaffe die Bordwand des Schiffes und der Sprengkopf detoniert erst im Schiffsinneren.
Weitere leichte Anti-Schiff-Lenkwaffen werden von Israel Military Industries (Delilah), Aérospatiale (AS.15TT) und OTO Melara (Marte 2) entwickelt und produziert.
Die Variante Sea Skua SL (Ship Launched) wurde ab 1981 bis 1988 entwickelt. Sie wird primär auf Kleinschiffen (Patrol Boats) installiert. Dort befindet sich die Sea Skua SL in einem Container, in dem sie gleichzeitig gelagert, aber auch abgefeuert werden kann. Patrouillenboote, die mit ihr ausgestattet werden sollen, müssen ebenfalls mit einem Seaspray-3000- oder Mk.-3-Radar, das zur Zielerfassung und -beleuchtung dient, ausgestattet sein.
Anders als der Name suggeriert, kann die SL auch auf einem LKW installiert und zur Küstenverteidigung von Land abgefeuert werden.

## Einsatzplattformen
Hubschrauber:
- Westland Lynx – vier Flugkörper
- Sea King – vier Flugkörper
- AB-212 – zwei Flugkörper
- NH90 – vier Flugkörper

Flugzeug:

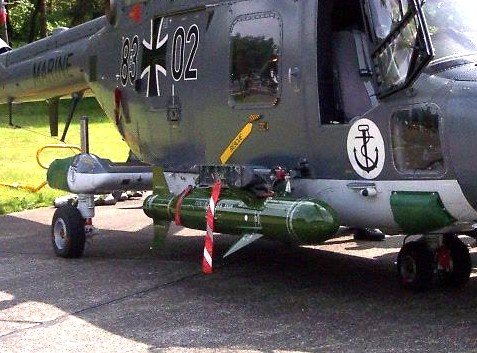
Eine Sea Skua an einem Westland Lynx der Deutschen Marine

- Britten-Norman Defender 4000 – vier Flugkörper

Schiff: (Sea Skua SL)
- Um Al Maradim Klasse (Combattante I) – vier Flugkörper

## Einsatz
Falklandkrieg
Ihren ersten Einsatz erlebte die Sea Skua, noch unerprobt, im Falklandkrieg während der Operation Corporate. Vier Raketen wurden am 3. Mai 1982 in dichtem Schneegestöber auf das argentinische Patrouillenboot Alférez Sobral abgefeuert. Drei Sea Skua trafen ihr Ziel. Trotz schwerer Schäden und acht toter Besatzungsmitglieder konnte das kleine Schiff ohne fremde Hilfe den Hafen Puerto Deseado erreichen. Vier weitere Raketen wurden später auf die Wracks des Frachters Río Carcarañá und des Patrouillenboots Río Iguazú gefeuert. 
Zweiter Golfkrieg
Weitere Einsätze folgten 1991 im Zweiten Golfkrieg. Am 24. Januar versenkte ein Westland Lynx der Royal Navy zwei irakische Minensuchboote mit Sea Skua Lenkwaffen. Ein drittes wurde beschädigt.
Am 29. Januar wurden südlich der Insel Failaka ein Verband von 17 irakischen Landungsbooten und Schnellbooten entdeckt. Zwei der Boote wurden durch Westland Lynx der Royal Navy mit Sea Skua Lenkwaffen versenkt. Der Rest der Boote wurde durch amerikanische Trägerflugzeuge versenkt oder beschädigt.
Am 30. Januar wurde im gleichen Gebiet wie am Vortag eine Gruppe von drei Polnochny-Landungsbooten, drei TNC-45-Schnellbooten und einem T-43-Minenleger entdeckt. Westland Lynx der Royal Navy beschädigten mit Sea Skua Lenkwaffen den Minenleger sowie ein Polnochny-Landungsboot. Die beiden Wracks wurden später durch Flugzeuge der Royal Air Force versenkt.
Im Februar 1991 wurde ein Zhuk-Schnellboot, ein Minenleger und ein Polnochny-Landungsboot durch Westland Lynx der Royal Navy mit Sea Skua Lenkwaffen versenkt. Ein weiteres Zhuk-Schnellboot wurde beschädigt.

## Verbreitung
Insgesamt wurden je nach Quelle etwa 800 bis 1500 Lenkwaffen des Typs Sea Skua und Sea Skua SL produziert.
 Brasilien
40 Sea Skua wurden an die brasilianische Marine (Marinha do Brasil) für die Westland Lynx in den Jahren 1986 bis 1987 geliefert.
 Deutschland
Die Marineflieger der Bundeswehr bekamen zwischen 1988 und 1989 etwa 140 Sea Skua. Diese werden durch die mit dem Seaspray-3-Radar ausgestatteten Sea-King- und Sea-Lynx-Hubschrauber eingesetzt. Bei der Deutschen Marine werden die Sea-Skua-Seezielflugkörper durch die NSM ersetzt.
 Kuwait
In Kuwait nutzen die dortigen Marinestreitkräfte ab dem Jahr 2000 80 Sea Skua SL für Umm-al-Maradim-Klasse, ein Flugkörperschnellboot, das auf der Combattante I basiert und von Chantiers des Constructions Mechaniques de Normandie in Cherbourg produziert wurde.
 Malaysia
Ab 2007 sollte die malaysische Marine 48 Sea Skua für ihre Super Lynx bekommen. Bei einem Vortest versagte eine Sea Skua jedoch komplett. Sie traf weder das Ziel noch zündete der Gefechtskopf. Alle bis dahin gelieferten Flugkörper wurden daraufhin zur Überarbeitung zurückgegeben. Erst Anfang 2008 konnte eine nun überarbeitete Sea Skua ihre Fähigkeiten beweisen. 
 Südkorea
Im Jahr 1990 bekam die Marine der südkoreanischen Streitkräfte 96 Sea Skua, die zusammen mit Super-Lynx-Hubschraubern geliefert wurden.
 Türkei
Die türkische Marine verfügt über 120 Sea Skua, die mit der Augusta Bell AB-212 ASW genutzt werden. Dieser Hubschrauber ist mit einem Seaspray-3-Radar ausgerüstet.
 Vereinigtes Königreich
Die Royal Navy setzt die Sea Skua seit 1982 mit dem Lynx ein. Sie soll in der Royal Navy ab 2017 ausgemustert und erst mit Einführung des AW159 Hubschraubers ab 2020 von der Sea Venom Rakete abgelöst werden.

## Verweise

### Videos
- Werbevideo von MBDA für die Sea Skua SL auf youtube.com (en)
- Start einer Sea Skua bei der malaysischen Marine auf youtube.com
- kurz Video über diverse Waffenplattformen für die Sea Skua (en)